# Lynchius
Az Lynchius a kétéltűek (Amphibia) osztályába, a békák (Anura) rendjébe és a Craugastoridae családba, azon belül a Holoadeninae alcsaládba tartozó nem.

## Nevének eredete
Nevét John Douglas Lynch amerikai herpetológus tiszteletére kapta.

## Előfordulása
A nembe tartozó fajok Ecuador déli valamint Peru északi részén honosak.

## Taxonómiai helyzete
A Lynchius nem csak az utóbbi időkben került a Craugastoridae családba, számos korábbi rendszer a Strabomantidae család Strabomantinae alcsaládjába sorolta. Maga a nem is viszonylag új, a Phrynopus nemből választották le 2008-ban, hogy feloldják annak a nemnek a parafíliumát. A Lynchius testvér taxonja az Oreobates nem.

## Rendszerezés
A nembe az alábbi fajok tartoznak:
- Lynchius flavomaculatus (Parker, 1938)
- Lynchius megacephalus Sánchez-Nivicela, Urgilés, Navarrete, Yánez-Muñoz & Ron, 2019
- Lynchius nebulanastes (Cannatella, 1984)
- Lynchius oblitus Motta, Chaparro, Pombal, Guayasamin, De la Riva & Padial, 2016
- Lynchius parkeri (Lynch, 1975)
- Lynchius simmonsi (Lynch, 1974)
- Lynchius tabaconas Motta, Chaparro, Pombal, Guayasamin, De la Riva & Padial, 2016